# 燕武公
燕武公（—前555年），中國春秋時期的燕國君主，按《史记·燕召公世家》是燕国23任君主。
燕武公继燕昭公之位，前573年至前555年在位，共十九年，燕前文公即位。